# E pluribus unum

제정 당시 미국의 표어이던 E pluribus unum이 써있는 미국의 국장(Great Seal).

E pluribus unum(에 플루리부스 우눔)은 미국의 전통적인 표어 중 하나로, 라틴어로 "여럿으로 이루어진 하나"라는 의미이다. 1782년 처음 제정된 미국의 국장의 앞면에 새겨져 있으며, 미국 국장의 뒷면에는 또 "Annuit cœptis"(그분이 과업을 허락하신다)과 "Novus ordo seclorum"(새로운 시대의 질서)라는 두 가지의 라틴어 문장이 새겨져 있다. 문구가 13개 글자로 이루어진 것은 대영 제국 통치에 반기를 들고 최초의 미국 13개 주가 된 13개 식민지를 상징하는 것인데, 이는 미국 국기의 줄무늬 수가 13개인 것에도 반영되어 있다.
초기 역사부터 오랫동안 미국을 대표하는 모토로 여겨져 왔으나 공식적인 지위가 부여된 적은 없으며, 1956년 미국 국회가 통과시킨 법안에서는 이것이 아닌 "In God We Trust"(우리는 신을 믿는다)가 공식 표어로 지정되었다.

## 같이 보기
- In God We Trust